# Rencontre en ligne
Rencontre en ligne  es una película del año 2005.

## Sinopsis
Entre Franck y Miriam, el amor está muerto; se ha vuelto odio. La pareja ya no se habla, pero, obligada, sigue viviendo bajo el mismo techo. Franck y Miriam solo se comunican escribiendo mensajes en el espejo del cuarto de baño…